# Völgycincér
A völgycincér (Leptura annularis) a cincérfélék családjába tartozó, Eurázsiában honos, lombos fákon élő bogárfaj. 

## Megjelenése
A völgycincér testhossza a hím esetében 12-18 mm, a nőstény 15-23 mm-es. Testalkata megnyúlt, karcsú. Az előtor oldala ívelő, hátsó pereme kiszélesedő; szárnyfedői ék alakúak, oldalvonalaik a válltól kezdve keskenyednek. Alapszíne fekete, a szárnyfedőkön négy sárga keresztszalag húzódik, közülük az első a szárnyfedők felső peremét követve erősen ívelt. Felszínét, főleg az előtort és a hasoldalt lesimuló, aranysárga szőrök fedik. A nőstény csápjai és lábai sárgák, combjainak töve többé-kevésbé sötét. A hím csápjainak csak a vége világos, és a lábai feketék. Az előtor nagyon sűrűn, ráncosan pontozott, a szárnyfedő a vállbütyök belső oldalán hosszan, laposan benyomott.

## Elterjedése és életmódja
Eurázsiában honos, Nyugat-Európától egészen Japánig. Magyarországon ritka; a Kárpátokban mindenütt előfordul, de sehol sem gyakori. 
Lárvája különféle lombos fák (főleg éger, de mogyoró, fűz, nyár, nyír, hárs, tölgy, juhar, zelnicemeggy, stb. is) korhadó törzsében, ágaiban fejlődik. Életciklusa 2-3 évig tart. Az imágó június-augusztusban rajzik. Nappal aktív, főleg különböző virágokon (pl. ernyősök vagy málna) tartózkodik.
Magyarországon védett, természetvédelmi értéke 5000 Ft.

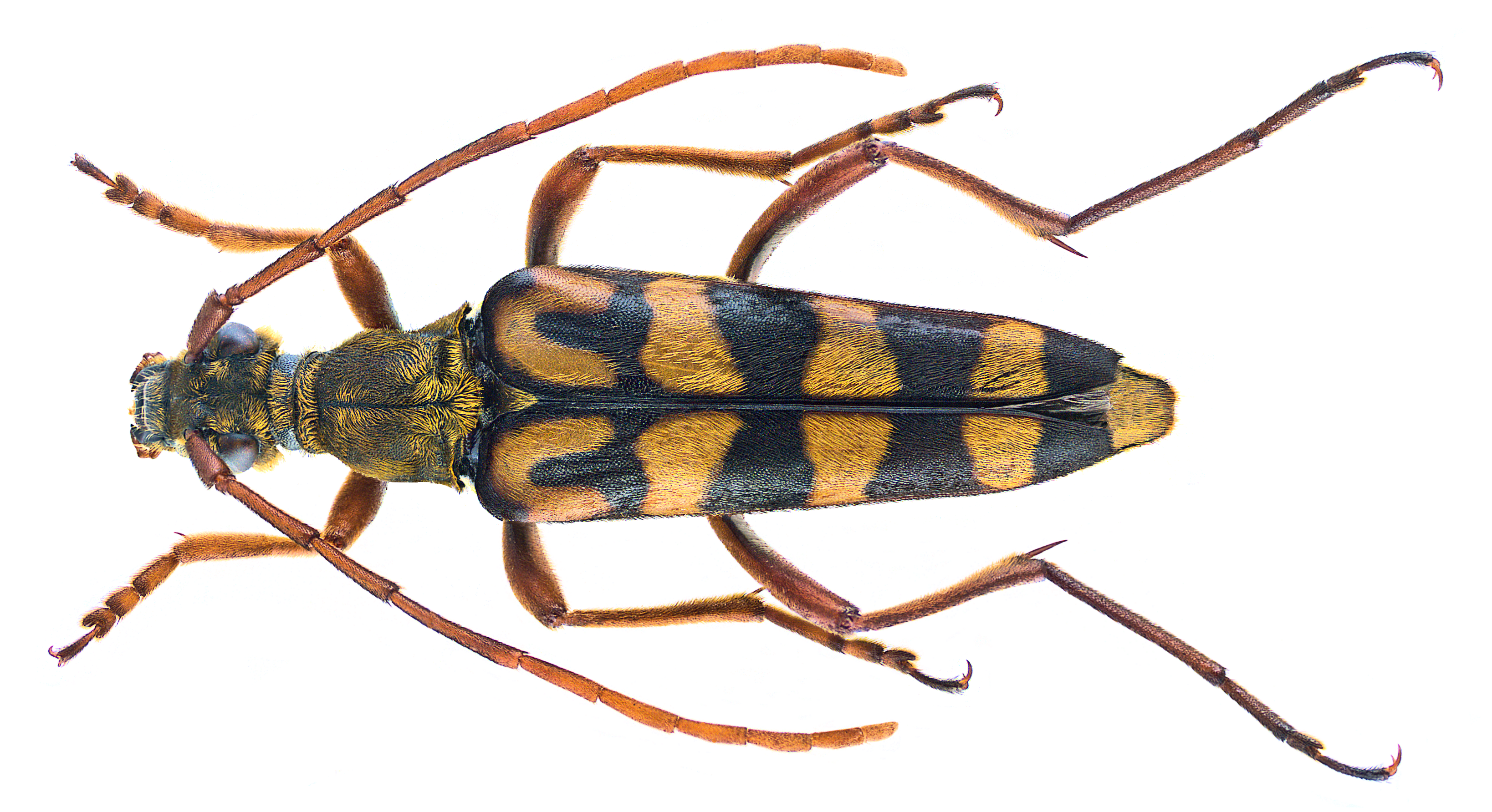
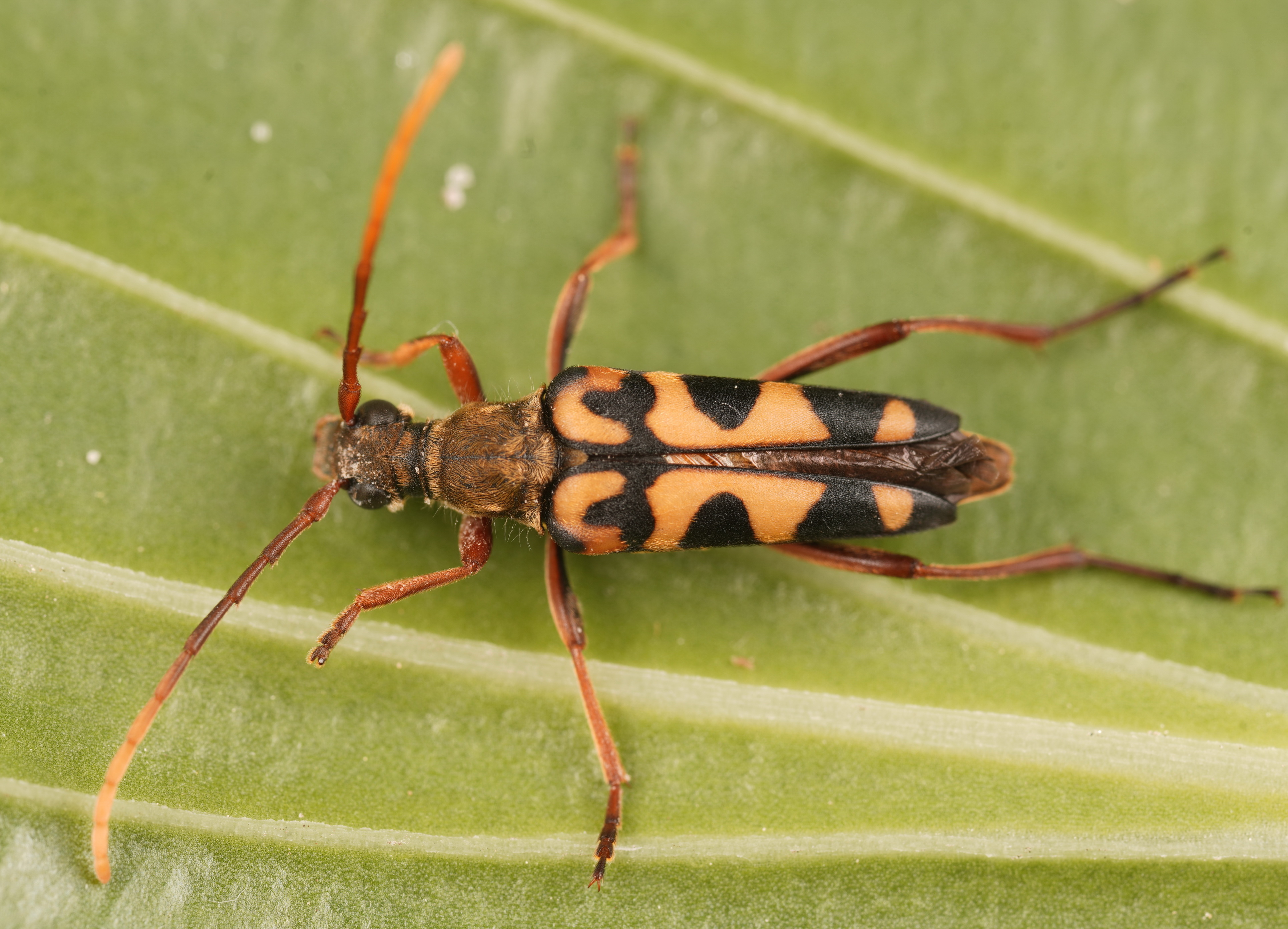
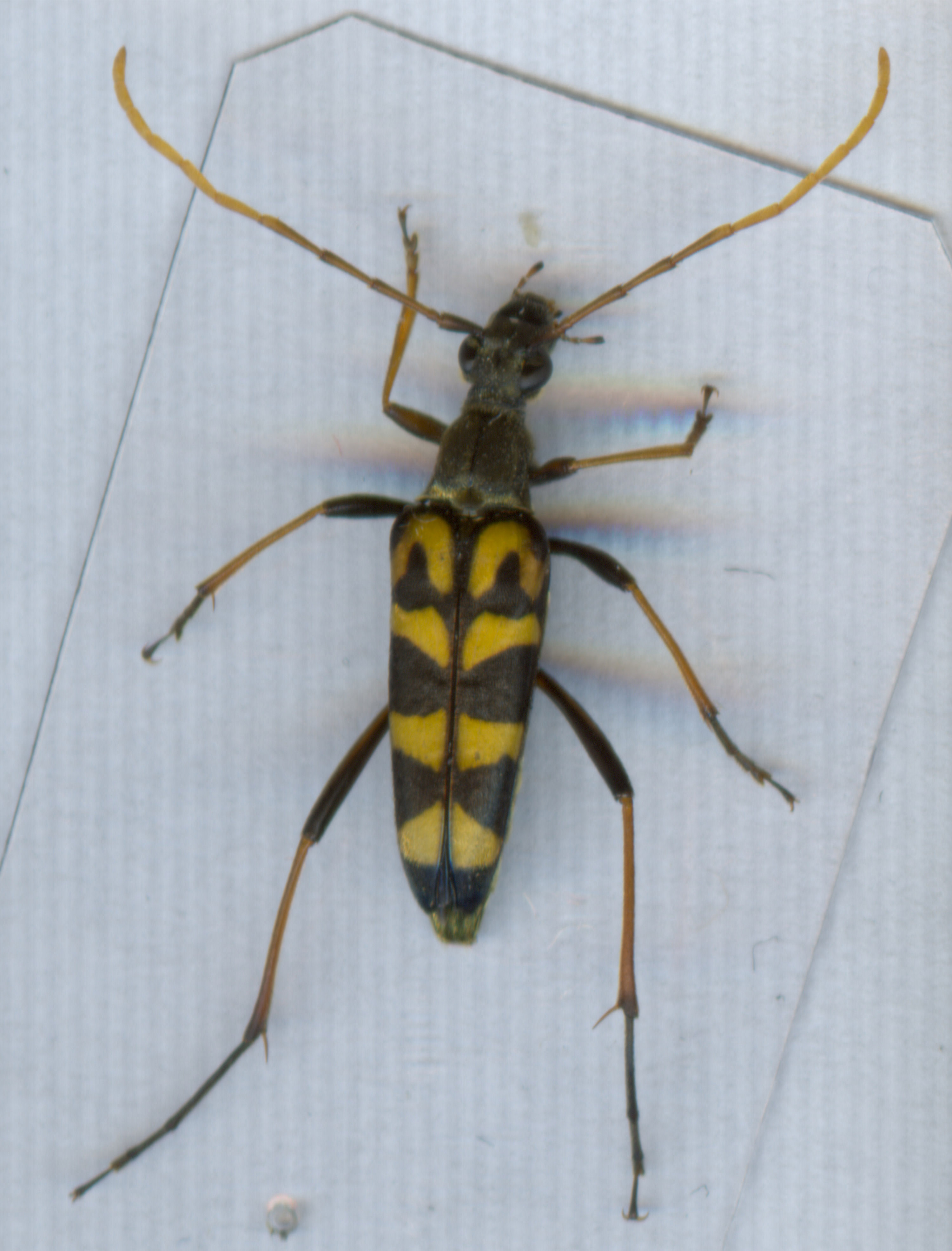
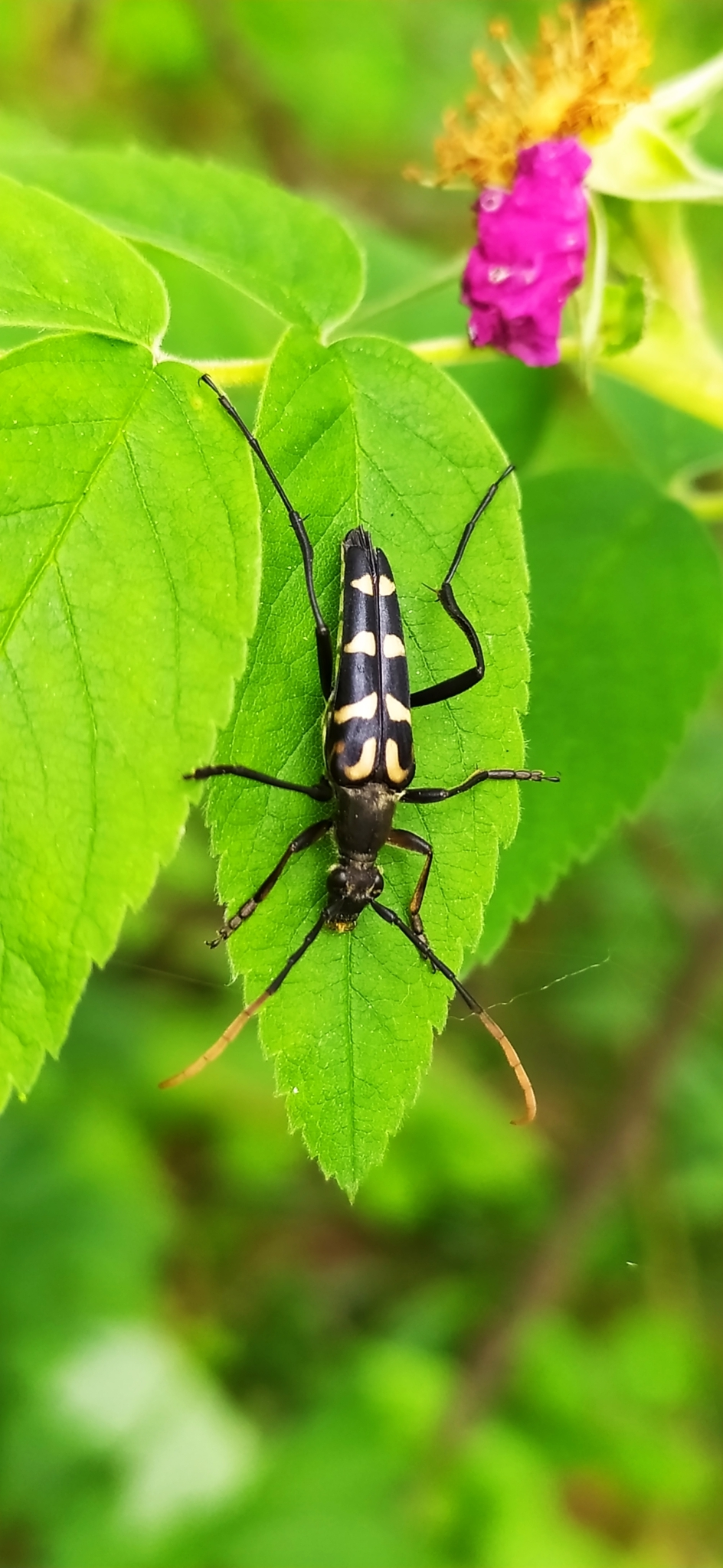